# Qualificazioni al campionato mondiale di calcio 2014 - AFC - Terza fase, gruppo B

## Classifica
| Squadra             | Pt | G | V | N | P | GF | GS | DR  |
| ------------------- | -- | - | - | - | - | -- | -- | --- |
| Corea del Sud       | 13 | 6 | 4 | 1 | 1 | 14 | 4  | +10 |
| Libano              | 10 | 6 | 3 | 1 | 2 | 10 | 14 | -4  |
| Kuwait              | 8  | 6 | 2 | 2 | 2 | 8  | 9  | -1  |
| Emirati Arabi Uniti | 3  | 6 | 1 | 0 | 5 | 9  | 14 | -5  |

## Risultati
| Arbitro: | Muhsen Basma |

|                           |           |                                  |
| Al Hammadi 84’ Khalil 89’ | Marcatori | 8’, 65’ Al-Sulaiman 51’ Al-Mutwa |

| Arbitro: | Abdul Malik Abdul Bashir |

|                                                                   |           |  |
| Park Chu-Young 8’, 45’, 67’ Ji Dong-Won 66’, 85’ Kim Jung-woo 82’ | Marcatori |  |

| Arbitro: | Alireza Faghani |

|                                           |           |             |
| Ghaddar 37’ (rig.) Moghrabi 53’ Antar 83’ | Marcatori | 15’ Khamees |

| Arbitro: | Mohsen Torky |

|           |           |                   |
| Fadel 53’ | Marcatori | 8’ Park Chu-Young |

| Arbitro: | Masaaki Toma |

|                         |           |                            |
| Maatouk 15’, 86’ (rig.) | Marcatori | 50’ Neda 88’ (aut.) Younes |

| Arbitro: | Tan Hai |

|                                         |           |             |
| Park Chu-Young 50’ Al Kamali 63’ (aut.) | Marcatori | 90+1’ Matar |

| Arbitro: | Ravshan Irmatov |

|  |           |                                      |
|  | Marcatori | 88’ Lee Keun-ho 90+3’ Park Chu-Young |

| Arbitro: | Valentin Kovalenko |

|  |           |            |
|  | Marcatori | 57’ El Ali |

| Arbitro: | Khalil Al Ghamdi |

|                             |           |                         |
| Al Saadi 4’ Atwi 32’ (rig.) | Marcatori | 20’ (rig.) Koo Ja-Cheol |

| Arbitro: | Abdullah Al Hilali |

|                                     |           |           |
| Al Enezi 50’ Walid Abbas 68’ (aut.) | Marcatori | 19’ Matar |

| Arbitro: | Peter Green |

|                                         |           |                          |
| Saeed 20’, 78’ Al-Wehaibi 38’ Matar 69’ | Marcatori | 23’ El Ali 45+2’ Maatouk |

| Arbitro: | Yūichi Nishimura |

|                                   |           |  |
| Lee Dong-gook 65’ Lee Keun-ho 71’ | Marcatori |  |